# 感染特異的タンパク質

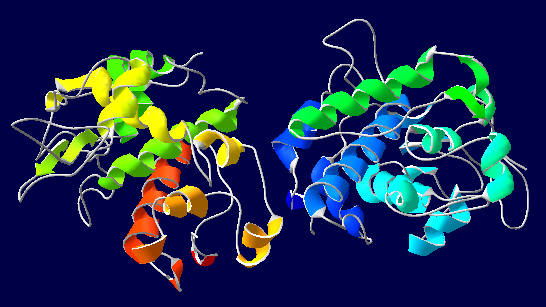
PRタンパク質の1種、キチナーゼ

感染特異的タンパク質（Pathogenesis-related protein, PR protein）は、植物が病原体に感染した際に、植物体内で生成されるタンパク質の総称。PRタンパク質ともいう。

## 概要
植物は、病原体の感染などといった刺激を受容すると、その刺激に反応して抵抗性を獲得し、以降同種の刺激に抵抗できるようになる。このことを全身獲得抵抗性というが、PRタンパク質はこの防御機構の働きによって生成される。
PRタンパク質は、バクテリアや病原菌に直接攻撃する作用や、近傍の細胞に感染の情報を伝達して抵抗反応を誘導する働きなどを通して、外部からの刺激に対抗する役割を担っている。
ワインに含まれるタウマチン様タンパク質やキチナーゼなどは、ブドウが生成するPRタンパク質である。

## 分類
PRタンパク質は、分子組成や酵素活性などの化学的な特性から、17種類のグループに分けられる。各グループにはPR-1からPR-17までの記号がふられ、たとえばタウマチン様タンパク質はPR-5グループに属する。

## 人間との関係
農作物においても、病原体に感染した植物が防御機構としてPRタンパク質を生成することがあるが、このタンパク質が含まれる食物を摂取した際にアレルギー反応を示す場合があることが知られている。たとえば、病害虫の被害を受けた大豆やリンゴに含まれるPRタンパク質が原因とされるアレルギーが増加しているという報告がある。また、これまでアレルギー症例の少ないゴボウでも、PR-9グループに属するペルオキシダーゼがアレルギー源とされる症例があり、研究は十分ではないが、PRタンパク質がアレルギーを引き起こす例も少なからずあると考えられている。